# Praesemistaffella
Praesemistaffella es un género de foraminífero bentónico normalmente considerado un subgénero de Semistaffella, es decir, Semistaffella (Praesemistaffella) de la Subfamilia Pseudostaffellinae, de la Familia Ozawainellidae, de la Superfamilia Fusulinoidea y del Orden Fusulinida. Su especie tipo es Semistaffella (Praesemistaffella) pseudovariabilis. Su rango cronoestratigráfico abarca desde el Serpujoviense (Carbonífero inferior) hasta el Bashkiriense (Carbonífero superior).

## Discusión
Clasificaciones más recientes incluyen Praesemistaffella en la Superfamilia Ozawainelloidea, y en la Subclase Fusulinana de la Clase Fusulinata.

## Clasificación
Praesemistaffella incluye a las siguientes especies:
- Praesemistaffella pseudovariabilis †, también considerado como Semistaffella (Praesemistaffella) pseudovariabilis †
- Praesemistaffella ininuscularia †, también considerado como Semistaffella (Praesemistaffella) ininuscularia †